# Thyrgis childon
Thyrgis childon là một loài bướm đêm thuộc phân họ Arctiinae, họ Erebidae.